# Biserica de lemn din Coasta
Biserica de lemn din Coasta se afla în satul cu același nume din comuna Șieu-Odorhei, județul Bistrița-Năsăud. Nu se cunoaste cu exactitate momentul în care biserica a fost demolată dar noua biserică a fost contruită, probabil, la începutul anilor '80.

## Istoric și trăsături
Biserica de lemn din Coasta a fost construită în anul 1902 conform Șematismului Episcopei Greco-Catolice de Cluj-Gherla din anul 1947. Starea bisericii la acel moment era considerată a fi una mijlocie. Hramul bisericii era "Sfântul Dumitru".
Biserica a fost demolata in vara anului 1977 ,incepand imediat constructia celei noi.Finalizarea constructiei noului lacas de cult a fost posibila in anul 1981,cand s-a făcut si sfintirea ei,prin efortul localnicilor,o mana de oameni inimosi si cu credinta in Dumnezeu.Preot paroh in toata aceasta perioada a fost parintele Bartos Ioan.